# 深圳公交602路
深圳公交602路，是从宝城三区总站开往深圳机场的干线公交，由深圳市西部公共汽车有限公司运营。该线路已于2012年6月30日停止营运。

## 线路简介（线路撤消前的情况）
- 深圳公交602路由深圳市西部公共汽车有限公司第一分公司营运。
- 602路从从宝城三区总站开往深圳机场，全长18.1公里，配车1台，车型为宇通客车ZK6608DM空调客车；单程行驶时间约为60分钟。
- 服务时间：往宝安机场方向：7:00-17:20；往宝城三区方向：8:10-18:30
- 宝城三区总站始发时间：7:00 9:20 11:40 14:30 17:20
- 深圳机场始发时间：8:10 10:30 13:10 16:00 18:30（始发时间仅供参考）
- 发车间隔：两小时一班

## 途径站点（线路撤消前的情况）
- 往宝安机场方向：宝城三区总站 - 沁园公园 - 武装部 - 教科培训中心 - 宝安人民医院 - 宝安城管办 - 宝安党校 - 灵芝园 - 冠华育才学校 - 普威广场 - 诺铂广场 - 文汇中学 - 安华工业区 - 富盈门 - 丽景城 - 宝安客运中心 - 西乡城管办 - 宝田工业区 - 航城工业区 - 宝安桃源居 - 美万嘉商城 - 钟屋 - 黄田 - 翠湖花园 - 兴围路口 - 宝雅电子 - 宝安机场(27站)
- 往宝城三区总站方向：宝安机场 - 宝雅电子 - 兴围路口 - 翠湖花园 - 黄田 - 钟屋 - 美万嘉商城 - 航城工业区 - 宝田工业区 - 西乡城管办 - 宝安客运中心 - 丽景城 - 富盈门 - 安华工业区 - 文汇中学 - 诺铂广场 - 宝安海雅百货 - 灵芝公园北 - 灵芝园 - 宝安党校 - 宝安城管办 - 教科培训中心 - 武装部 - 沁园公园 - 宝城三区总站 (25站)

## 客流量
- 此线由于班次过少，且走线与多条线路重合，导致其经常出现空车运行现象，乘客经常反映该线路等候时间过长。[2]
- 2012年5月17日，交委公示新一批公交线路调整方案，其中602路由于与其他线路重复严重，且客流量稀少，撤消后有其他公交线路替代此线路，该线准备于2012年撤消。[1]
- 2012年6月30日，由于602路客流量过少，602路即日起停止营运。

## 资料来源
1. 1 2  . 中国时刻网. 2012-05-17 （中文（简体））.[永久]
2. ↑  . 深圳晚报. 2009-08-30  [2012-04-03]. （原始内容存档于2016-03-04） （中文（简体））.